# Snitt
A snitt vagy filmfelvétel a filmkészítés folyamatának legkisebb egysége, két vágás közötti, általában egyazon plánban rögzített fázisképek megszakítás nélküli sorozata. A snittek filmképet, a filmképek pedig jelenetet alkotnak. A snittet általában egyetlen kamerával veszik fel, és bármilyen időtartamú lehet.